# Kindred (Héroes)
«Kindred» es el tercer episodio de la segunda temporada de la serie de televisión estadounidense de Drama y Ciencia ficción: Héroes. El episodio es traducido literalmente como familia tanto en España como en Latinoamérica y su estreno fue el 8 de octubre de 2007.

## Argumento
En Cork, Irlandia el ambicioso Ricky en un afán por robar dinero de un camión blindado, decide chantajear a un amnésico Peter para usar sus poderes sobrenaturales en el robo a cambio de una misteriosa caja que según Ricky contiene “la identidad” del muchacho. Peter al verse sin más elección acepta, aun en contra de las exigencias de caitlin y de las grandes sospechas que le tiene a Will un miembro de la familia de ladrones quien al aparecer planea traicionarlos hasta que el robo se complete. Una vez que Peter y los ladrones salen exitosos de su crimen, todos son inmediatamente traicionados por Will quien amenaza con matarlos si no obtiene el dinero y mata a balazos a Peter. No obstante antes de conseguir sus objetivos, Peter usando el poder de la regeneración y la telekinesis consigue reducir a Will y casi matarlo hasta que finalmente lo deja huir. Ese mismo día Peter es admitido como un miembro más de la “familia” dejándose tatuar el símbolo de la misma y de recompensa Ricky le entrega su caja. Pero Peter renuncia a su pasado alegando disfrutar mucho su nueva vida, acto seguido él y caitlin se besan.
En México, Maya y Alejandro intentan cruzar la ciudad robando un auto. En el progreso ambos son descubiertos y perseguidos por un policía que atrapa Alejandro con excepción de Maya quien para liberar a su hermano, provoca a los policías para aprenderla, consiguiendo activar sus poderes y por lo tanto matándolos.  Alejandro impresionado usas sus poderes salvado a los policías y un preso americano quien les suplica a los hermanos que lo liberen y a cambio el les dará un aventón en su auto, el cual resulta ser el auto hurtado de Claire. 
En costa verde, california Claire nerviosa y desesperada de que West  conozca su secreto intenta desmentirle al chico con mentiras no muy buenas que inclinan al muchacho a desafiarla e insultarla en plena clase de manera indirecta al tocar la ridícula teoría de “una chica reptil”. Ya reunidos a solas el muchacho le muestra a Claire su poder de volar, llevándosela a una playa. En la charla ambos comienzan bromear sobre sus poderes con humor y sarcasmo hasta que ambos comparten un beso.  Al terminar Claire descubre que West tiene la marca en su cuello y que su padre Noah fue quien lo capturó años atrás. 
Estando en su oficina solo y aburrido Ando examina la espada de Takezo Kensei preguntándose su paradero, hasta que descubre un mensaje secreto en la espada, la cual contiene unos muy antiguos pergaminos escritos por el mismo Hiro, explicando lo que pasó en Japón feudal hace 400 atrás. Hiro se apresura en su misión de convertir a Takezo Kensei en un héroe, y para ello intenta convencerlo de usar su recién descubierto poder de la regeneración para convertirse en un héroe invencible. Sin embargo el inglés es muy ambicioso así Hiro lo teletransporta con los 90 ronis furiosos para que cumpla con otra hazaña heroica, con el fin de despetar su nobleza. Hiro y Yaeko entonces lo esperan bajo los cerezos, allí Yaeko expresa su preocupación de que Kensei no es muy confiable, sin embargo ella inmediatamente cambia de parecer cuando un kensei sano y salvo aparece frente a ellos, victorioso de una nueva aventura y enamorado de Yaeko. 
Niki y Micah planean irse de Las Vegas para empezar una vida desde cero despidiéndose de la lápida de D.L. Hawkins quien de alguna manera no revelada ha muerto. En Nueva Orleans, Niki deja a Micah en la casa de sus primos los Dawson. 
Sylar regresa en compañía de Candice Wilmer (con una apariencia muy cambiada). Esta durante los últimos cuatro meses se la pasó operando y cuidando a Sylar con tal de regresarlo a la vida, sin embargo este no se lo agradece mucho, además de demostrar su frustración por el hecho de perder sus poderes. La ambiciosa joven le demuestra usando sus poderes que ella será su mano derecha, cosa a la que Sylar le contesta matándola e intentando robar sus poderes. No obstante fracasa para descontento y frustración suya, el asesino entonces escapa de la tienda solo para toparse con una inmenso y desconocido desierto.  
Mohinder sigue infiltrado en la compañía tratando de ganarse la confianza de su jefe Bob, cosa que no tarda en lograr a la hora de ser considerado parte de la familia por el último y serle asignado un laboratorio especial solo para el, que resulta ser el antiguo loft del fallecido Isaac Mendez. Noah le advierte al científico que no se deje seducir por las estrategias de sus superiores y que estará a salvo siempre que el este vivo, cosa que Mohinder cuestiona al mostrarle a Noah una pintura nueva de Isaac en el que se ve a un muerto Noah con un ojo abaleado y una desconsolada Claire junto a un extraño.

## Elenco

### Principal
- Milo Ventiglimia como Peter Petrelli.
- Sendhil Ramamurthy como Mohinder Suresh.
- Hayden Panetierre como Claire Bennet.
- Jack Coleman como Noah Bennet.
- Ali Larter como Niki Sanders.
- Noah Gray-Cabey como Micah Sanders.
- Masi Oka como Hiro Nakamura.
- Dania Ramírez como Maya Herrera.
- Zachary Quinto como Sylar.
- James Kyson-Lee como Ando Masahashi.

### Secundario
- Nick D’Agosto como West Rosen.
- Katie Carr como Caitlin.
- Ashley Crow como Sandra Bennet.
- Cristine Rose como Angela Petrelli.
- Adetokumboh McCormack como Tuko.
- David Anders como Takezo Kensei.
- Dominic Keating como Will.
- Holt McCallany como Ricky.
- Shalim Ortiz como Alejandro Herrera.
- TW Leshner como Derek.
- Nichelle Nichols como Nana Dawson.
- Dianna Agron como Debbie Marshal.
- Eriko Tamura como la princesa Yaeko.
- Adair Tishler como Molly Walker.
- Rachel Kimsey como Candice Wilmer.
- y con Stephen Tobolowsky como Bob Bishop.